# Postorganisation
Die Postorganisation ist die Gliederung der Post vom Postministerium bis hin zur kleinsten Postfiliale der amtlichen Post.

## Entwicklung der Postorganisation in Deutschland
Die Organisationsstruktur der amtlichen Postverwaltung in Deutschland geht zurück auf das preußische General-Postamt, das von einer Abteilung des Handels- und später des Innenministeriums 1823 zu einer eigenständigen Behörde wurde, deren Verwaltungsstruktur 1868 auf die Bundespost des Norddeutschen Postbezirks bzw. 1871 auf die Reichspost übertragen wurde, der wiederum 1920 die zuvor selbstständige württembergische Post und ebenso die bayerische Post angegliedert wurden. Auch die Deutsche Bundespost führte diese Organisationsstruktur – wenngleich inzwischen vielfach in Details modifiziert – bis zur Privatisierung 1995 fort.

### Preußen
Am 16. Dezember 1808 wurde die Verfassung der obersten preußischen Staatsbehörden in Bezug auf die innere Landes- und Finanzverwaltung geändert. War die Post bisher dem Departement für Fabriken und Handel unterstellt, wurde das General-Postamt künftig der 1. Abteilung des Ministeriums des Inneren (Allgemeine Polizei) zugeteilt. Die technische Verwaltung blieb weiterhin selbständig. Schon am 27. Oktober 1810 bildete das General-Postamt eine besondere Abteilung (4.) innerhalb des Innenministeriums. Am 3. Juni 1814 wird die Postverwaltung vom Ministerium losgelöst und dem General-Postmeister allein untergeordnet. Die Kontrolle und Oberleitung blieb vorläufig dem Staatskanzler vorbehalten. Mit dem Tode Hardenbergs am 26. November 1822 blieb die Stelle des Staatskanzlers unbesetzt. Die Postverwaltung unter dem General-Postmeister von Nagler wurde nun selbständig und unterstand unmittelbar dem König (Kab. Ordre v. 4. April 1823). Zu dieser Zeit gab es keine Provinzialbehörde. Jedes Postamt unterstand unmittelbar dem General-Postamt in Berlin. Der Vorsteher eines Postamts war der Postmeister. Die Amtsbezeichnung Ober-Postdirektor und Postdirektor waren Ehrentitel für die Vorsteher der Postämter an Regierungssitzen und bei den Grenzpostämtern, jedoch waren sie ohne weitergehende Befugnisse.
Die Postämter, zu diesen zählten auch das Hofpostamt und die Oberpostämter, hatten für die richtige Portoerhebung und die Berechnung der Postgebühren zu haften. Sie mussten auch Ersatz leisten, wenn von untergeordneten Behörden Fehler gemacht worden waren. Sie vermittelten den Verkehr von Personen, Briefen, Geldern und Paketen auf den Postkursen und waren für die Sicherheit auf diesen Kursen verantwortlich. Für Sendungen von hohem Wert war der Postmeister befugt, bewaffnete Männer als Postbegleiter mitreisen zu lassen. Zur Überwachung des Portos hatte der Postmeister oder sein Stellvertreter die ankommende und abgehende Post genau zu prüfen. Weiter hatte der Postmeister dafür Sorge zu tragen, dass die Sendungen schnell und richtig zugestellt wurden.
Den Postämtern waren Nebenpostämter zugeordnet. Die Postwärterämter, auch Postverwaltungen und Post-Expediteurs genannt, wurden in der Regierungszeit Friedrich Wilhelms I. (1713–1740) begründet. Sie waren hinsichtlich des Kassen- und Rechnungswesens dem nächstgelegenen Postamt zugeteilt, standen aber sonst unmittelbar unter dem General-Postamt. Die Verwaltung der Postwärterämter wurde in der Regel Ortseinwohnern als Nebenbeschäftigung übertragen. Gelegentlich der Stein-Hardenbergischen Verwaltungsreform, die auch einige Änderungen in der Behördenverfassung der Post brachte, erhielten die Postwärterämter den Namen Post-Expeditionen, ohne dass an ihrer rechnungsmäßigen Unterstellung unter die Postämter etwas geändert wurde.
Der Postwärter hatte nur einen verhältnismäßig kleinen Geschäftskreis zu verwalten. Für jeden durch sein Versehen entstandenen Verlust hatte er Ersatz zu leisten und hatte daher dem vorgeordneten Postamt eine Kaution zu stellen. Er hatte die Ankunfts- und Abgangszeiten der Post im Stundenzettel zu vermerken, die aus dem Orte hinzukommenden Poststücke aus dem Frachtzettel ins Manual einzutragen, die durchgehenden Sachen jedoch nur summarisch aufzuzeichnen, um Zeit zu sparen. Die eingehenden Karten hatte er selber aufzurechnen und sie jeden Tag an das vorgesetzte Postamt einzusenden. Zu seinen Pflichten gehörte weiter die Bereithaltung von Pferd und Wagen für die Extraposten oder zumindest die schnelle Abfertigung. Noch schneller waren Staffettendepeschen zu versorgen.
In kleineren Orten waren Briefsammlungen eingerichtet worden. Wie schon der Name sagt, beschränkte sich der Geschäftskreis nur auf die Abfertigung des Postboten oder auf die Abgabe der vorhandenen Briefe an die durchgehenden Posten, die Sammlung und Aushändigung der Lokalkorrespondenz und auf die Berechnung des eingenommenen Portos.
Die Bildung des Ministeriums für Handel, Gewerbe und öffentliche Arbeiten brachte die Post als 1. Abteilung, Postdepartement, an dieses Ministerium. Die Stelle des General-Postmeisters wurde nicht besetzt, seine Aufgaben übernahm der Minister.
Der 1. Mai 1849 brachte die Eröffnung von 8 Post-Speditionsämtern, ihnen waren die in den Eisenbahnzügen tätigen Post-Speditions-Bureaus unterstellt.
Seit dem 1. Oktober 1849 war G. H. Schmückert der Leiter des Generalpostamts der General-Postdirektor. Mit ihm begann eine Neuordnung des Postwesens, sowohl in der Verwaltung als auch im Dienstbetrieb.
Für jeden Regierungsbezirk und für Berlin wurde je eine Ober-Post-Direktion eingerichtet. Sämtliche Postanstalten des Bezirks wurden der OPD untergeordnet nur das Ober-Postamt in Hamburg blieb dem General-Postamt unterstellt. Für die anderen Ober-Postämter fiel diese Bezeichnung weg. Mit Amtsblattverfügung 147 vom 21. Juli 1850 wurden vier Klassen für die untergeordneten Postanstalten eingeführt. Die Postämter 1. und 2. Klasse wurden von pensionsberechtigten Provinzialbeamten 1. bzw. 2. Klasse geleitet. Als Vorsteher der Postexpeditionen 1. Klasse wurden Provinzialbeamte 3. Klasse vorgesehen. Die Postexpeditionen 2. Klasse wurden Ortseinwohnern übertragen. Alle diese Postanstalten rechneten mit der Bezirks-Ober-Postkasse ab. Die General-Postkasse in Berlin war schon 1849 aufgehoben worden. Als Ausnahme waren die Speditionsämter in dieser Klasseneinteilung nicht berücksichtigt. Sie wurden auf Grund besonderer Aufträge im Einzelfall verwaltet, an ihrer Spitze stand der Postdirektor. Die Vorsteher der Postämter 1 erhielten die Amtsbezeichnung Postdirektor und den Rang der höheren Provinzialbeamten V. Klasse, die Vorsteher der Postämter II die Amtsbezeichnung Postmeister und den Rang der III. Klasse der Subalternen.
Die Postexpeditionen waren nun selbständige Postanstalten geworden, sie unterstanden unmittelbar der OPD. Die Vorsteher der Postexpeditionen 1. Klasse waren kündbare Fachbeamte mit der Amtsbezeichnung Postexpeditient, die der II. Klasse nebenamtlich tätige Ortseinwohner mit der Bezeichnung Postexpediteur. Die Amtsbezeichnungen Post-Speditionsämter bzw. Post-Speditions-Bureaus wurden mit Amtsblatt Verfügung 20 vom 29. Januar 1856 in Eisenbahn-Postämter bzw. Eisenbahn-Postbüros umbenannt.

### Norddeutsche Bundespost
Zur Zeit der Norddeutschen Bundespost wurde diese Organisationsform beibehalten. Die obere Leitung des Postwesens stand nun dem Bundespräsidenten zu (einziger Inhaber dieses Amtes war König Wilhelm I.). Unter Leitung des Bundeskanzlers wurde das Post- und Telegraphenwesen vom General-Postamt und der General-Direktion der Telegraphen verwaltet. Die beiden Behörden bildeten die I. und II. Abteilung des Bundeskanzleramts. Dem Generalpostamt waren alle Ober-Postdirektionen des Bundes, die Ober-Postämter in Lübeck, Bremen und Hamburg mit ihnen nachgeordneten Postanstalten untergeordnet.

### Deutsche Reichspost
Schon kurz nach der Einrichtung der Deutschen Reichspost wurde durch das Amtsblatt 3 vom 23. Mai 1871 die Klasseneinteilung geändert. Eine Unterteilung in Postämter 1. bzw. II. Klasse wurde aufgehoben. Aus den Postexpeditionen 1. Klasse wurden Postverwaltungen. Die Postexpeditionen II. Klasse wurden entweder in Postexpeditionen oder in die neue Form der Postagentur umgewandelt. Postagenturen hatten zwar den Postbenutzern gegenüber die gleichen Aufgaben und Befugnisse wie andere Postanstalten, waren aber in der Betriebs- und Kassenführung wesentlich einfacher gestaltet. Für den Betriebsverband und die Rechnungslegung sowie in Personalangelegenheiten waren die Postagenturen einem benachbarten Abrechnungs-Postamt zugewiesen.
Ab dem 5. Januar 1875 hießen die Eisenbahnpostämter Bahnpostämter, die Eisenbahn-Postbüros Bahnposten.
Bei der Verschmelzung von Post und Telegraphie am 1. Januar 1876 wurden 1648 Telegraphenstationen (von insgesamt 1949) mit den örtlichen Postanstalten vereinigt. Gleichzeitig wurde vorgeschlagen, die Postämter wieder in drei Klassen einzuteilen. Der Vorsteher eines Postamts 1. (bisher ohne Zusatz) war der Postdirektor. Beim Postamt II. (bisher Postverwaltung) war der Postmeister als Vorsteher und die Amtsbezeichnung für den Vorsteher des Postamts III. (bisher Postexpedition) war Postverwalter.
In gleicher Form wurden die Telegraphenämter eingeteilt, soweit sie in größeren Orten bestehen geblieben waren. Die Postagenturen blieben unverändert bestehen.
Diese neuen Benennungen wurden durch Amtsblatt 10 vom 8. Januar 1876 eingeführt. Im Schriftwechsel mit Postbehörden waren die römischen Ziffern zu verwenden, mit Privatpersonen und Behörden die Bezeichnung Kaiserliches Postamt bzw. Telegraphenamt. Die vereinigten Ämter hießen Postamt, waren mehrere Postämter an einem Ort, wurden diese durch arabische Ziffern unterschieden.
Am 22. Dezember 1875 war die Verwaltung des Post- und Telegraphenwesens vom Ressort des Reichskanzlers getrennt worden. Unter seiner Verantwortlichkeit wurde nun die Leitung der Verwaltung dem General-Postmeister übertragen. Er hatte die Befugnisse einer obersten Reichsbehörde. Unter seiner Leitung stand das General-Postamt und das General-Telegraphenamt, während die OPD als gemeinsame Bezirksbehörde fungierte.
Der General-Postmeister erhielt am 23. Februar 1880 die Amtsbezeichnung Staatssekretär, sein General-Postamt die Bezeichnung Reichs-Postamt (Reichsgesetzblatt S. 25).
Bei der Umgestaltung des Landpostdienstes im Jahre 1881 wurden Posthilfsstellen als neue untergeordnete Gattung von Postanstalten zur Unterstützung des Landpostdienstes geschaffen. Die Posthilfsstellen besorgen die Abgabe von Postwertzeichen und Formblätter sowie die Annahme von gewöhnlichen Briefen und Paketen. Bis 1888 wurden vom Posthalter keine Briefe zugestellt. Die Entgegennahme von Postanweisungen, Einschreib- und Wertsendungen war lediglich Vertrauenssache des Absenders zum Inhaber der Posthilfsstelle, der diese als unbesoldetes Ehrenamt verwaltete.
Diese Posthilfsstellen besaßen nicht die rechtliche Eigenschaft von Postanstalten, hatten keine festen Dienststunden und waren einem benachbarten Postamt untergeordnet.
Bis zum Jahre 1898 waren alle Postbeamten und Angestellten verpflichtet, eine Kaution zu zahlen. Mit der Amtsblattverfügung 19 vom 28. Februar 1898 wurde diese Kautionspflicht aufgehoben. Die Amtsbezeichnung Reichspostministerium anstelle von „Reichs-Postamt“ wurde am 3. März 1919 eingeführt.
Vom 29. bis 31. März 1920 wurden die Staatsverträge mit Bayern und Württemberg abgeschlossen, so dass am 1. April 1920 deren zuvor eigenständiges Postwesen auf das Reich übergehen konnte. In München wurde eine besondere Abteilung des Reichspostministeriums eingerichtet.
Mit der Verfügung im Amtsblatt vom 25. Juli 1924 (Vf. 470) fiel die Klassenbezeichnung der Postämter weg. An ihre Stelle trat eine Unterscheidung in Ämter mit größerem, mittlerem und geringem Geschäftsaufkommen, entsprechend dazu die Besoldungsgruppen ihrer Amtsvorsteher, die die in diesen Gruppen bestehenden Amtsbezeichnungen erhielten. Diese Amtsbezeichnungen waren Oberpostdirektor, Postdirektor, Oberpostmeister, Postmeister und Postverwalter. Nach der Besoldungsordnung von 1920/21 gab es somit sieben bis acht, nach derjenigen von 1927 im Wesentlichen sechs Gruppen von Amtsvorstehern.
Zur Verbesserung und Vereinfachung des Postbetriebs in den Städten wandelte die Verwaltung selbständige Stadtpostanstalten in Zweigpostämter um. Später griff diese Regelung auch auf benachbarte Orte über, so dass hier organisatorisch der gleiche Zustand wie im Verhältnis zu den Postagenturen eintrat, die als Zweigstellen des Abrechnungspostamtes galten (später Poststellen II). Die Bewertung der Ämter richtete sich im Allgemeinen nach der Zahl der Dienstposten, die nach den Richtlinien von 1822 und 1928 festgestellt wurden.
Mit der Zunahme des Postverkehrs auf dem Lande schuf die Verwaltung im Jahre 1923 eine neue Klasse von Postagenturen, die sog. Postagenturen mit einfacherem Betrieb. Sie waren nur einige Zeit vor Ankunft und nach Abfahrt der Posten geöffnet, hatten aber im Allgemeinen dieselben Annahmebefugnisse wie die Postagenturen mit Vollbetrieb, später erhielten sie die Bezeichnung Poststelle II, Land.
Seit dem 1. April 1927 wurden Poststellen eingerichtet. Sie wurden in Verbindung mit der Landpostverkraftung in Orten eingerichtet, die von den Landkraftposten berührt wurden und in denen sich noch keine Postanstalt befand. Teilweise wurden damals Posthilfsstellen umgewandelt, teilweise traten sie an Stelle von Postagenturen, wenn diese Agenturen so an Bedeutung verloren hatten, dass ihre Beibehaltung nicht mehr befürwortet werden konnte. Die Poststellen waren einem benachbarten Postamt, dem Abrechnungsamt, unterstellt, hatten aber im Allgemeinen die gleichen Annahmebefugnisse wie die Postämter.
Die OPD führten seit dem 1. April 1934 die Bezeichnung Reichspostdirektion. Am 1. April wurde die Abteilung VI des Reichspostministeriums in München aufgehoben.
Nachdem die Erfahrung gezeigt hatte, dass die Bewertung der Ämter nicht allein auf Grund der Zahl der Dienstposten gerecht durchgeführt werden konnte, setzte die Verwaltung am 1. Oktober 1937 neue Richtlinien für die Bemessung von Leistungen bei der DRP (Bemessungsrichtlinien) in Kraft. Ferner gab sie am 14. April 1938 Richtlinien für die Bewertung der Dienstposten im Bereich der DRP (Bewertungsrichtlinien) heraus. Infolge dieser Richtlinien wurden alle Dienststellen in zwei große Gruppen in Ämter und Amtsstellen aufgeteilt. Die Ämter wurden im innerdienstlichen Verkehr nach den Besoldungsgruppen ihrer Amtsvorsteher in die Buchstabengruppen A bis I eingeteilt. Die Amtsstellen umfassten die von Beamten niedrigerer Besoldungsgruppen verwalteten. Zweigpostämter K, L und M, ferner die Poststellen I und II, je nachdem, ob es sich um Postagenturen mit Vollbetrieb oder um solche mit einfachem Betrieb (Poststellen) handelte, schließlich die Posthilfsstellen. Daneben bestanden noch Amtsstellen II, Stadt zur Verbesserung der Auflieferungsmöglichkeiten in den Außenbezirken der Großstädte.
Die Einordnung der Ämter in die einzelnen Gruppen und die Regelbewertung der Amtsvorsteherposten richtete sich nach der Punktzahl, die aus den für die verschiedenen Dienstverhältnisse des Amtes festgesetzten Punkten errechnet wurden. Da der Verkehr im Laufe der Jahre gewaltige Ausmaße annahm, musste der örtliche Betrieb in vielen Großstädten in besondere Briefpost- und Paketpostämter aufgespalten werden. Mit der Einführung des Postscheck- und Überweisungsverkehrs am 1. Januar 1909 wurden Postscheckämter notwendig und eingerichtet.

### Bundespost
Nach der Beendigung des Zweiten Weltkrieges wurde der gesamte Postdienst im Gebiet des ehemaligen Deutschen Reiches durch Verordnung der Besatzungsmächte eingestellt. An dem Organisationsaufbau wurde bei der Wiederaufnahme nichts geändert. Es gab die Postämter, Zweigpostämter, Poststellen I und II und Posthilfsstellen. Als Sonderämter die Postscheckämter, Postsparkassenämter (seit dem 1. Januar 1939) und die Werkstätten der Post. Nach Gründung der Deutschen Bundespost waren im Bundesgebiet 1594 Postämter vorhanden. In den folgenden Jahren wurden in größeren Städten mit mehreren Postämtern im Zuge betriebsorganisatorischer Maßnahmen bestimmte Aufgaben wie Paketumschlag, Briefabgang, Paket- und Briefzustellung bei geeigneten großen Ämtern zusammengefasst. Dadurch wurden viele Postämter durch den Abzug der Aufgaben zu Zweigpostämtern. Die Zahl der selbständigen Postämter ging im Bundesgebiet von 1594 im Jahre 1946 auf 1376 im Jahre 1956 zurück. Diese Maßnahmen wurden von jeder OPD anders durchgeführt, was zu großen Unterschieden im Organisationsaufbau in den einzelnen OPD-Bezirken führte.
Um hier Abhilfe zu schaffen, wurden vom Bundespostministerium am 1. Januar 1959 die „Richtlinien über die Organisation der Postämter (V)“ erlassen. Sie behandeln die Aufgaben, die organische Stellung und die Einrichtung und Einordnung der Postämter und Amtsstellen, ihrer inneren Gliederung bis zu den Dienststellen und die Bewertung sowie das Verfahren zur Besetzung leitender Dienstposten bei den Ämtern und Amtsstellen. Bei den Postämtern unterschied man nun zwischen dem Postamt mit Verwaltungsdienst – Postamt (V) – und dem Postamt.
Das Postamt (V) ist als selbständiges Amt eine untere Bundesbehörde und wird von einem Amtsvorsteher geleitet. Die Bezeichnung Postamt (V) wird nur zur Unterscheidung im inneren Geschäftsverkehr angewendet. Das Postamt entspricht hinsichtlich seiner Stellung und seiner Aufgabe im Wesentlichen dem bisherigen Zweigpostamt. Für den Dienst beim Postamt ist ein Betriebsleiter verantwortlich, er ist als Vorgesetzter gegenüber dem beim Postamt eingesetzten Personal weisungs- und aufsichtsbefugt.
Die Organisationsform und die Rechtsverhältnisse der Poststellen und Posthilfsstellen und der Posthalter und Hilfsposthalter wurden nicht verändert.
Postämter, Poststellen und Posthilfsstellen unterstanden von nun an einem Postamt (V) und gehören zu seinem Amtsbereich. Ähnlich wie bei der Reichspost werden die Postämter (V) und die Postämter auf Grund von Punktzahlen in Gruppen eingeordnet. Die Postämter (V) sind in fünf Gruppen (A – E), die Postämter in sechs Gruppen (D – J) eingeordnet. Für Postämter, die nur Annahme-Dienst verrichten, die Annahme-Postämter, werden fünf Gruppen (E – J) gebildet.